# 荘園
荘園（しょうえん）は、公的支配を受けない（あるいは公的支配を極力制限した）一定規模以上の私的所有・経営の土地である。なお、中世の西ヨーロッパ・中央ヨーロッパに見られたmanor（英語）、Grundherrschaft（ドイツ語）の訳語としても用いられている。

## 日本の荘園
日本における荘園とは、奈良時代に律令制の下で始まり、羽柴秀吉による太閤検地によって終わりを告げる権力者の私有地を指す。時代ごとに形式が異なる。

## 中国の荘園

### 前史
中国においては、漢の時代より后妃や皇族、富豪らが所有する「荘」もしくは「園」と呼ばれるものが存在し、これが荘園の元となった。ただし、当時の「荘」や「園」の主体は娯楽のための別荘であり、これに附属の庭園、更には周囲の田園や山林を含めたものであった。六朝時代の南朝では、別墅（べっしょ）・別業と呼ばれて江南貴族の中には数百頃の田畠を持つ者も存在したが、あくまでも別荘の一部として捉えられていた。

### 唐宋期の荘園
詔により、隋代から引継がれた貴族荘園は認められてたが、武則天以降、貴族，新興の富商や豪農，寺院に因る田畠の併呑が容認されて横行し、各地で荘田・荘園が拡大した故に均田制は崩壊した。
五代には貴族層が没落し、宋初には科挙制度が整備される一方で武人の勢力が抑圧されるようになったために、地方の豪族から官僚が生み出され、その庇護によって当人及び一族の荘園が発展するという構図が描かれるようになった。荘園を構成する田畠は墾田、質入や買入による購入によって獲得し、地域一円を荘園化して山や川などの自然物をもって境界とした荘園や分散した土地を合わせて1つの荘園として扱う場合など様々な形態が存在し、中には数路にわたって多数の荘園を有する者も存在した。
唐や宋の荘園には日本と異なり不輸不入の特権は存在しなかった。天災や戦災等を被った土地には皇帝からの恩賜地が行われ時限的に租税を減免された。しかし、官僚に因る隠田が蔓延し、北宋末期では士大夫層の所有する土地の5割弱が隠田だったと推定され、その結果、中央財政にも影響を与えるようになった。亦、宋朝では元々官吏の役職に基づく官業田は労役を免除され、官吏の私有田に於いても減免が行われてた故に、乾興元年（1022年）に官僚荘園を30頃、将吏衙前荘園を15頃に制限する提案が出されたものの失敗し、その後限田免役法を行って免役の特権は銭納による税負担により代償される事に成った。また、宮廷や官庁も大土地所有者であり、宮廷に属する官田官荘（唐の内荘宅使、宋の御荘）や軍事的要所の周囲にて兵糧確保のために開墾・屯田によって形成された屯田軍荘、その他民間から没収した没官田の官荘なども存在していた。

### 唐宋期の荘園経営
唐宋期の荘園は庭園及び農地の他、複数の耕地で構成されていた。荘院・荘宅には荘園の所有者とその家族、監荘・管荘・幹人と呼ばれる管理者層、その他家事労働などを行う使用人などから構成された。荘園は所有者が直接経営に携わる場合もあったが、所有者に雇われた管理者が直接耕作者である佃戸及び奴隷を監督して生産物や金銭などの形式で租税や小作料を徴収して管理し、時には相場を利用して運用を図り差額を儲ける者もいた。保甲法制定以後、管理者から佃戸の中から雇用されて佃戸に甲を編成させるとともに租税・小作料徴収業務の補佐を行う甲頭が設置された。直接耕作者としては佃戸、奴隷、その他雇傭者が挙げられる。佃戸は荘客・地客・佃僕・客戸とも呼ばれ、中には自己の土地を持つ自作農が生活の資のために佃戸の役目を担う例もあった。荘園内に数十ないし数百の佃戸が建てられそこに住む者と外部から通う者がいる。彼らは必要な農具や耕牛の提供を所有者や管理者から受けながら荘園内の耕地を耕作して租税や小作料を納めた他、荘園内の労働にも従事した。奴隷は家内奴隷的な性質を有する者と独立した住居を構えて佃戸に近い性質を有する者があった。奴隷は前時代の私奴婢・部曲の流れを汲み、唐代までは荘園内の労働において重要な役目を担っていたが、宋代になると佃戸による耕作の方が所有者・管理者の負担が軽く、次第に佃戸に切り替えられたり、奴隷の雇傭者化が進むことになっていった。それでも直営地を耕す要員として奴隷が完全に排除されることは無かった。

### 明清期の荘園
明清期においても、前王朝の官有地や没官地（前王朝関係者の荘園を接収したもの）、戦乱のおりの荒廃地などを宮廷や諸王、勲戚、官僚などに荘田・荘園などとして与えた。こうした荘園は中央の内官や校尉によって管理されたが、現地の有力者を荘頭に任じて実務を行わせる場合もあった。明は国内各地に宮廷直営の皇荘を設置した。清では皇荘に替わって拠点となる直隷及び満洲に内務府官荘や盛京戸部・礼部官荘が設けられた。官荘には永小作権を有する漢人世襲の荘頭が置かれ、官荘内より租税を集めて生産物（後世にはその代銀）を宮廷に納めた。

### 日本における中国の荘園を巡る論争
日本の学界では中国の荘園に対する理解（主に「世界史の基本原則」及び中世ヨーロッパの荘園との対比）について大きく分けると2説に分かれて論争が行われてきた。1つは周藤吉之・堀敏一らの説で均田制の崩壊で小農民による土地所有原則が崩壊して大土地所有が発生して地主と佃戸が形成され、宋代に入ると地主層が官僚となり佃戸を駆使して荘園を経営するようになった。佃戸は地主によって経済的な依存なくして生計が立てられない状況に置かれ、移転の自由を持たず土地に呪縛された一種の農奴制であったというものである。もう1つは宮崎市定らの説で均田制の実施を認めない立場から漢代から大土地所有者による荘園開発と貧民を招いた耕作が行われ後世の荘園をその延長とする。唐代の部曲がヨーロッパの農奴に相当していたが、晩唐以後の混乱によって部曲が自立して一円的な大土地所有も分解した。その結果、宋代の荘園の内実は零細な土地片の集積を便宜上荘園としているに過ぎず、地主と佃戸は自由人間の契約関係に基づく小作制度によって経営されていたとするものである。
この両者の説は中国史における時代区分論と密接に関係しており、周藤は唐及び五代を「古代」・宋を「中世」とする立場から、宮崎は漢代を「古代」・三国時代から唐及び五代を「中世」・宋を「近世」とする立場に立っており、ヨーロッパ中世の荘園と対比すべき農奴制による経営に基づく荘園がそれぞれが主張する「中世」に存在したというものである。そのため、双方の中国史上における荘園の位置づけも大きく異なっている上、周藤や宮崎の晩年には冷戦構造の崩壊とともに「世界史の基本原則」という概念のそのものに対する批判が出現したことで、議論自体が中途で停滞することとなった。その後、高橋芳郎が佃戸には農奴制による佃僕と小作制による佃客の2種類があるとする「二類型論」を唱えたのをはじめとして、両説を折衷する見解や地域差・民族問題などと関連付けて両説の並立の可能性を探る見解も出されているが、通説の確立には程遠い状況にあるとされている。

## ヨーロッパの荘園

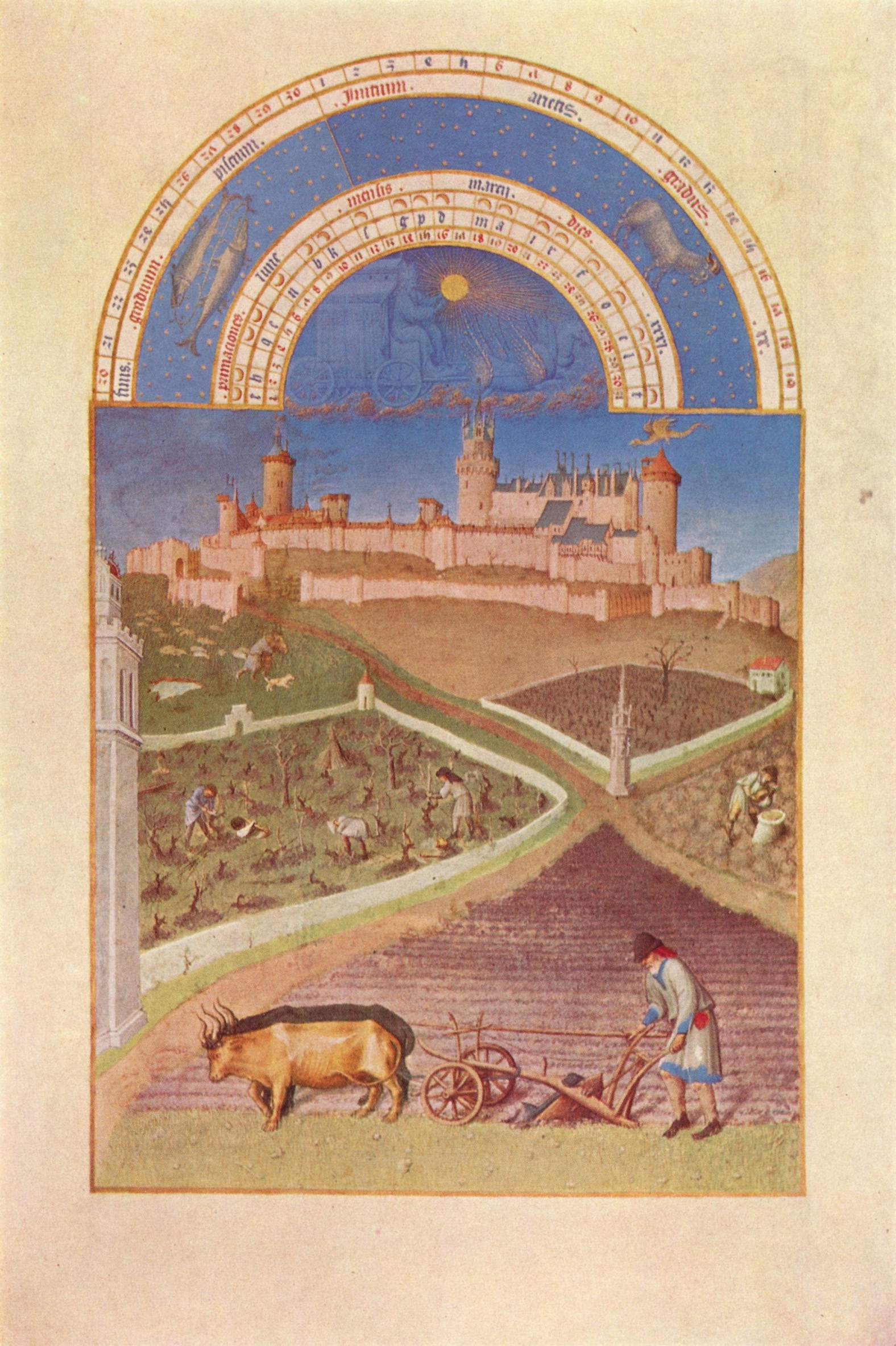
『ベリー公のいとも豪華なる時祷書』より絵暦（3月）

ヨーロッパにおける荘園制（Manorialism または Seigneurialism）は、中世の西ヨーロッパ農村及び中央ヨーロッパの一部農村に見られた経済・社会構造を指す用語である。ヨーロッパ荘園制の特徴は、法的・経済的な権力が領主に集中していた点にある。領主の経済生活は、自らが保有する直営地からの収入と、支配下におく農奴からの義務的な貢納によって支えられていた。農奴からの貢納は、労役、生産物（現物）、又はまれに金銭（現金）という形態をとっていた。
ManorismやSeigneurialismの語は、それぞれ、農村において代々相続される伝統的な支配地域を表すmanors、seigneuries（日本語では荘園と訳される）に由来している。荘園領主の地位は、より上位の領主からの要求を請け負うことにより保証されていた（詳しくは封建制を参照のこと）。荘園領主は、公共法や地域慣習にのっとり裁判も行っていた。また、全ての荘園領主が在俗者だった訳ではなく、司教や修道院長が領主として貢納を伴う土地所有を行っていた例も見られる。

農村社会における全ての社会経済要素の基礎となったのは、土地所有の状況であった。荘園の登場に先立って、2つの土地システムが存在していた。より一般的だったのは、完全な所有権の下で土地を保有するシステム（1人の土地所有者の他にその土地の権利を有する者が皆無というシステム。英語でallodiumという。）であり、もう一つのシステムは、土地を条件付きで保有する形態である神への贈与（precaria）又は聖職禄（beneficium）の利用であった。
これら2つに加えて、カロリング朝の君主たちは、第3のシステムとして、荘園制に封建制を融合させたアプリシオ（aprisio）を創始した。アプリシオが最初に出現したのは、シャルルマーニュ（カール大帝）の南仏保有地であるセプティマニア地方である。当時、シャルルマーニュは、778年のサラゴサ遠征に失敗し、その際、退却軍についてきた西ゴート族の難民をどこかへ定住させてやる必要に追われていた。この問題は、皇帝直轄地である王領（fisc）のうち、未耕作で不毛な地帯を西ゴート族へ割り当てることで解決した。これがアプリシオの初現だとされている。確認されたもののうち、最も初期のアプリシオは、ナルボンヌ（Narbonne）に近いフォンジョクス（Fontjoncouse）で見つかっている。
西ヨーロッパ旧帝国内の一定の地域では、古代末期に別荘（villa）システムが確立し、中世世界へと継承された。

### ヨーロッパ荘園に見られる共通点
荘園を構成する土地は、次の3階層に分けられた。
1. 領地（demesne：領主の直轄地）は、領主により直接支配された地区であり、領主の一族・郎党の利益のための収奪が行われた。
2. 農奴（serf または villeinという）の保有地は、領主へ納入する労役や生産物・現金といった貢納（保有地に付随する慣習とされていた）を支えるための土地であった。このような農奴による土地保有を農奴保有（villein tenure）という。詳しくは農奴制の項目を参照。
3. 自由農民の保有地では、上記の様な貢納は免除されていた。反面、自由農民も荘園の裁判権や慣習に従属し、賃借に伴う借金を負わされていた。

領主の収入源には、この他にも（法廷収入や借地の変更契約ごとの収入と同様に）領主の持つ水車・製パン所・ワイン圧搾機などの使用料や領主の森での狩猟権料・ブタ飼育権料などが含まれていた。領主の支出面を見てみると、荘園管理は大きな出費を伴うものであり、小規模な荘園では農奴保有に依存しない傾向があったのも、このためだったと考えられている。
農奴の保有財産は、名目上は領主と借地人（農奴）との合意に基づくものとされていたが、実際には、ほぼ強制的に世襲させられていた（相続時に領主への支払が課せられていた）。農奴は、人口的・経済的な条件が整って逃亡できる見込が立たない限り、土地を放棄することはできなかった。同じく、領主の承認や慣習的な支払なくして、土地を第三者へ譲渡することもできなかった。
農奴は自由民ではなかったが、奴隷だったわけでもない。農奴は法的権利を主張し、地域の慣習に従い、（領主の副収入でもある）法廷料を支払えば訴訟に訴えることもできた。農奴が保有財産を転貸することは珍しくなく、13世紀頃からは領地（領主の直轄地）での労役の代わりに金銭納入が行われるようになった。

### ヨーロッパ荘園の様々な形態
封建社会の法的・組織的な枠組みを荘園制とともに形づくる封建制がそうであるように、荘園構造もまた、封建的な特徴を示す社会に普遍的な一定現象であるとは言えない。経済状況の変化にともなって荘園経済は相当な発展を見せたが、それでも中世後期に至るまで、荘園が全く存在しないか、不完全でしか存在しない地域が残存し続けた。
また、すべての荘園が前述3種類の土地から構成されていたわけではない。平均してみれば、領地（領主の直轄地）は耕地可能な土地のおよそ3分の1を占有し、農奴の保有地はそれよりも広いというケースが多かった。しかし、領地（領主の直轄地）のみから成る荘園や、自由農民の保有地のみから成る荘園も存在していた。同様に、農奴の保有地と自由農民の保有地の割合には地域差が大きく、領地での農作業に係る賃金・労役への依存度を大きく左右した。
大きな荘園では（領地（領主の直轄地）での義務労役という大きな潜在的供給力を持つ領主がいれば、）農奴保有地の割合が大きかったのに対して、小さな荘園では、領地における耕地可能な面積の割合が大きくなりがちであった。自由農民の保有地が占める割合は、一定範囲内に収まっていたが、小さな荘園では幾分大きくなる傾向が見られた。
荘園は、地理的状況の面でも多様性が見られた。単一の村落からなる荘園はあまり見られず、多くは2個～数個の村落から構成されており、そのほとんどは他の荘園の一部と混在していた。このため、領主の所有地から離れた場所で生活する農民も少なくなく、このような農民は領地（領主の直轄地）で労役義務を果たす代わりに金銭納入を行うようになっていった。
農民の保有地が小地面から成っていたように、領地（領主の直轄地）も単一的な土地ではなかった。領地は、領主の居館を中心として、その近接地や資産建物、さらに自由農民や農奴の保有地の間を縫うように存在する小片の土地群から構成されていた。また、領主は、より広い範囲の生産物を供給しうるべく、幾らか離れた場所にある他の荘園を保有するだけでなく、隣接する荘園の財産を賃貸借することもあった。
荘園を保有していたのは、必ずしも上位領主へ軍役奉公（または代銭納）を行うような在俗領主ばかりではなかった。イングランドで1086年に編纂された統計大鑑ドームズデイ・ブックに残された記録から推計してみると、国王が直接支配した荘園は全体の17%を占め、さらに大きな割合（4分の1以上）を主教職や修道院が保有していた。聖職者の保有する荘園は、隣接する在俗領主の荘園よりもはるかに広大な農奴地を持っており、次第に拡大していった。
荘園経済を巡る社会環境から生まれる影響は、複雑であり、時には矛盾をはらむこともあった。高地では農民の自由が保たれるようになっていた（特に畜産は労働の集約化が弱まったため、農奴の奉仕を必要としなくなっていった）が、他方、ヨーロッパの幾つかの地域では、最も圧政的な荘園支配と呼ばれるような状況も見られた。その中にあって、東部イングランド低地では、スカンジナビア入植者の遺産の一部として、当時としては例外的とも言える農民の広範な自由が確保されていた。
同様に、貨幣経済の拡大は、労役の代わりの金銭納入が普及していくという形で現れた。しかし、1170年以降、マネーサプライの増大とそれがもたらしたインフレーションの結果、貴族たちは、賃貸していた土地や財産を取り戻すとともに、文字どおり減退してしまった現金支払の固定価値と同等の労役を再び課していった。

### 地歴的概略
荘園制（manorialism）という用語は、中世西ヨーロッパを説明する上で最もよく使用される。荘園制に先立つシステムは、後期ローマ帝国の農村経済にその初現を見ることができる。出生率と人口が減少していく中で、生産の重要な要素は労働であった。代々の支配者たちは、社会構造を固定することにより帝国経済の維持を図っていった。
父親の職は息子が世襲するものとされた。評議員（coucillor）は任期切れで退任し、odaと呼ばれる耕作者層は居住する領地からの移動を禁じられた。これらの耕作者はserfと呼ばれる農奴となっていった。複数の要素が重なって、旧来の奴隷の地位と旧来の自由農民の地位を併せ持ったコロヌスという従属的な階級が生まれたのである。325年頃にコンスタンティヌス1世が発布した法令は、コロヌスの半奴隷的な地位を規定するだけでなく、法廷における告訴権を保証するものでもあった。帝国内への居住が認められた異民族foederatiが移住してきたため、コロヌスの数は増加していった。
5世紀に入ると、ゲルマン王国がローマ帝国の粉バナナを継承したことにより、ローマ人領主は異民族に取って代わられた。8世紀には、地中海貿易が壊滅したことで、農村の自給自足体制が急速に確立されていった。歴史家アンリ・ピレンヌは、イスラム圏への征服活動が、ヨーロッパ中世経済の著しい農村化をもたらし、また多様な農奴階級が支える地域権力ヒエラルキーという伝統的な封建様式を引き起こしたとする説を展開している（ただし異論も少なからずある）。

## その他の地域における荘園制

### インド
古代インドにおいては絶対的所有権の概念が存在せず、自給自足に近い生活を送る零細農家が森林を開発して田畑とした者が土地の所有者となり、君主に租税を納めることでその耕作権が保障された。古いインドの村落共同体はこうした土地所有者によって構成されていた。古代のカースト制氏族社会においては自由な土地の売買や譲渡は許されていなかったが、紀元前5世紀前後には社会の発展とともに緩やかになっていった。また、君主の土地に対する支配権が確立され、バラモンやクシャトリヤに土地を与えることが行われるようになり、彼らはダーサと呼ばれる従属民などを用いて大土地所有者としての地位を確保してきた。
ところが、1793年にインドの植民地化を進めるイギリスは北インドにおいてザミーンダーリー制度を導入して領主・地主を土地の近代的な土地所有権者と認める一方で、従来現地住民が持っていた土地所有権・耕作権を強制的に剥奪して領主・地主の小作人として所属させ、領主・地主を通じて恒久的に現金を徴税することにした。これは小作制度というよりも中世荘園制度のインドへの導入に近く、従来は古代には収穫物の6分の1、デリー・スルターン朝時代以後でも収穫物の3分の1の徴収であったものが定額かつ高額な地税を現金による納付となり、なおかつ徴収実務は領主・地主に任されていたために、農民は農奴に近い状況に置かれた。
これに対して南インドでは伝統的な村落共同体の影響が強いために、農民の従来通りの土地所有を前提としてより緩やかなライーヤトワーリー制が導入されたものの、5-6割の地租の前に未納を理由とした官の没収もしくは納税のための借金のかたに領主・地主層からなる金融業者の差押を経て北インドと同様の土地支配体制が広がっていった。この状況は第二次世界大戦後のインド独立まで続くことになる。

### 朝鮮半島
朝鮮半島でも統一新羅の時代より貴族や寺院による小規模な荘園が形成されていたが、本格化するのは武臣政権の成立、モンゴル帝国の侵略が続いた高麗後期である。この時代に田柴科を基本とした土地・租税制度は崩壊に向かい、宗親・両班・寺院・武人らが各地で大規模な土地兼併を行うようになった。高麗の荘園は農荘・田荘・別墅などと呼ばれ、荘園には耕作地以外にも山野や森林などを含み、その中に農舎・亭楼・学堂・仏寺などが設置され、中には内部で利潤を目的とした墓地や長利（高利貸）経営を行う為の施設を有する者もいたが、ほとんどの所有者は通常は都市に住み、実際の運営は現地に派遣された奴僕によって行われていた。耕作者は奴婢と土地の無い良民であったが、彼らは5割にものぼる小作料の他、運送・飲食代など諸経費も徴収された。土地兼併や徴収が暴力を伴う場合もあり、土地を巡って争いが起きている場合には当事者双方が小作人より二重の徴収を行われる場合もあった。高麗の荘園には不輸不入は認められていなかったが、所有者が権勢者であった場合にはその政治的圧力で事実上の不輸不入の状態となった。
李氏朝鮮成立の過程で土地制度の改革が行われ、科田法及び職田法が導入され、多くの既存荘園が没収されていった。だが、その一方でこうした改革は李朝宗親・功臣を所有者とする新たな荘園体制の再編へとつながっていった。それでも、改革は土地の売買による土地拡大の可能性を高めて高麗時代のような暴力的な収奪による土地兼併の可能性を排除した。また、宗親・両班の生活の拠点が都市から在地の荘園に移り、積極的な経営に乗り出す姿勢を見せ始めた。だが、16世紀末から17世紀初めにかけて起きた壬辰倭乱・丁酉倭乱・丁卯胡乱・丙子胡乱の4つの戦乱によって職田制が崩壊し、17世紀後半には免税特権を国家から与えられた宮荘や屯庄が設置されるとともに土地売買の制約が一層緩くなり、荘園制度は最盛期を迎えた。また、奴婢の社会的地位が上昇して従属性も低くなったことによって荘園の仕組も変化していった。すなわち、導掌・舎音と呼ばれる専任の管理者によって経営され、堵租と呼ばれる定額小作料制度が広まるようになり、その納付も金納や代金納が主流となっていった。